# Октябрьский район (Новосибирск)
Октя́брьский райо́н — один из десяти районов города Новосибирска, расположен на правом берегу Оби.

## География
Территория — 57,6 км². Основные улицы: Большевистская, Выборная, Восход, Бориса Богаткова, Никитина, Кирова.

## История
Район основан в 1929 году. До этого назывался Закаменским (так как относительно центральной части располагался за речкой Каменкой). Это одна из старейших частей города Новосибирска.

## Население
| 1989     | 2002     | 2009     | 2010     | 2012     | 2013     | 2014     |
| -------- | -------- | -------- | -------- | -------- | -------- | -------- |
| 154 468  | ↗176 592 | ↘174 158 | ↗196 276 | ↗200 182 | ↗205 130 | ↗209 832 |
| 2015     | 2016     | 2017     | 2018     | 2021     |          |          |
| ↗214 053 | ↗218 715 | ↗223 436 | ↗225 879 | ↗254 290 |          |          |

Население района 15.53 % процентов общего населения города.

## Транспорт
На территории района находится Речной вокзал, станция железной дороги Новосибирск Южный, а также три станции метрополитена: «Октябрьская», «Речной вокзал» и «Золотая Нива».

## Образование

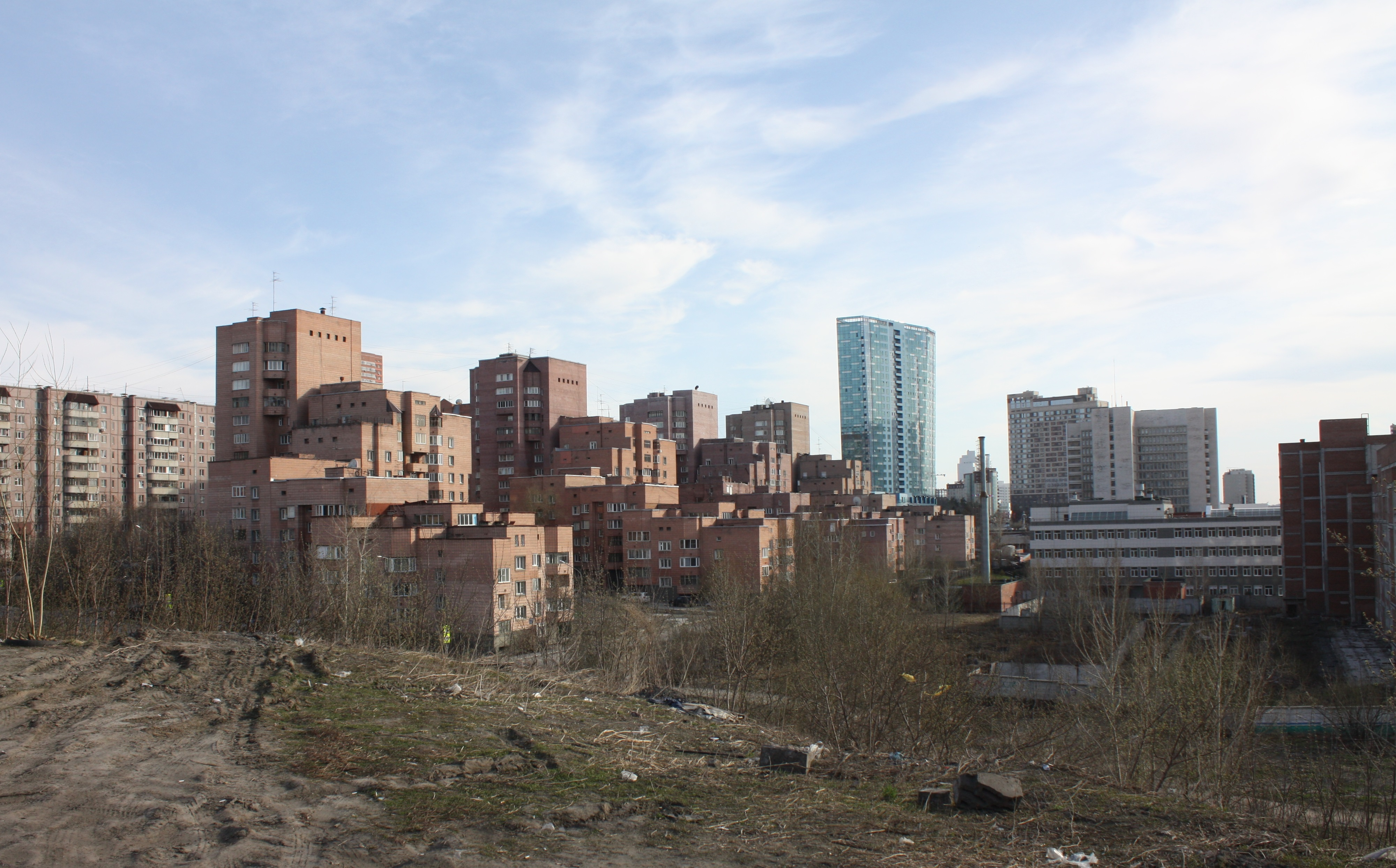
Шевченковский жилмассив в 2018 году.

На территории района находится несколько ВУЗов (Новосибирский государственный аграрный университет, Новосибирский государственный архитектурно-строительный университет, Сибирский государственный университет телекоммуникаций и информатики, Сибирская академия государственной службы, Новосибирский государственный педагогический университет, Новосибирский военный институт внутренних войск имени генерала армии И. К. Яковлева МВД России). Также на территории района находятся крупнейший в азиатской части России планетарий, крупнейшая в азиатской части России (а также крупнейшая в Евразии научно-техническая) библиотека (ГПНТБ СО РАН) и одна из старейших библиотек города — библиотека имени Л. Н. Толстого.

## Предприятия
ООО Торговый холдинг- Сибирский гигант, Новосибирский аффинажный завод, Новосибирская ТЭЦ-5, Новосибирский инструментальный завод, Завод «Электросигнал», Новосибирский завод радиодеталей Оксид, Компания «ЛУ-КА» (ООО «СИБКОР-Н»), ОАО Корпорация Новосибирский завод-Радиосигнал, Тяговая подстанция № 2, Новосибирский экспериментальный механический завод.